# Barrettoesofagus
Barrettoesofagus is een aandoening waarbij zich darmslijmvlies in de slokdarm ontwikkelt.

## Metaplasie door reflux
De slokdarm is bekleed met meerlagig niet-verhoornend plaveiselepitheel. De overgang van slokdarm naar de maag wordt gemarkeerd door een verschil in type epitheelcel. Het plaveiselepitheel gaat daar over in cilinderepitheel. Deze plek wordt de oesophagogastric junction of Z-line genoemd. Bij (periodiek) terugvloeien van maagzuur en/of gal in de slokdarm, wat men reflux noemt, raakt deze Z-line verstoord door het ontstaan van cilinderepitheel op een plek waar dat normaal niet voorkomt. Dit heet metaplasie. De Z-line komt hoger te liggen en wordt rafeliger. Het type metaplasie kan betrekking hebben op de maag (gastrisch), de darmen (intestinaal) of de overgang daartussen (junctioneel).

## Onderzoek en behandeling
Wanneer bij onderzoek met behulp van gastroscopie een barrettoesofagus met het type intestinale metaplasie is geconstateerd, is het risico op dysplasie, en daardoor op slokdarmkanker in de vorm van een adenocarcinoom, verhoogd. Jaarlijkse controle via gastroscopie is daarom noodzakelijk. Bovendien is behandeling met maagzuurremmers noodzakelijk bij alle drie de vormen van metaplasie.